# لا بوينت (ويسكونسن)
لا بوينت (بالإنجليزية: La Pointe, Wisconsin)‏ هي بلدة تقع بولاية ويسكونسن في الولايات المتحدة. تبلغ مساحتها 201.9 (كم²)، وترتفع عن سطح البحر 236 م، بلغ عدد سكانها 246 نسمة في عام 2000 حسب إحصاء مكتب تعداد الولايات المتحدة وتصل الكثافة السكانية فيها 1.2 نسمة/كم2.

## معرض صور

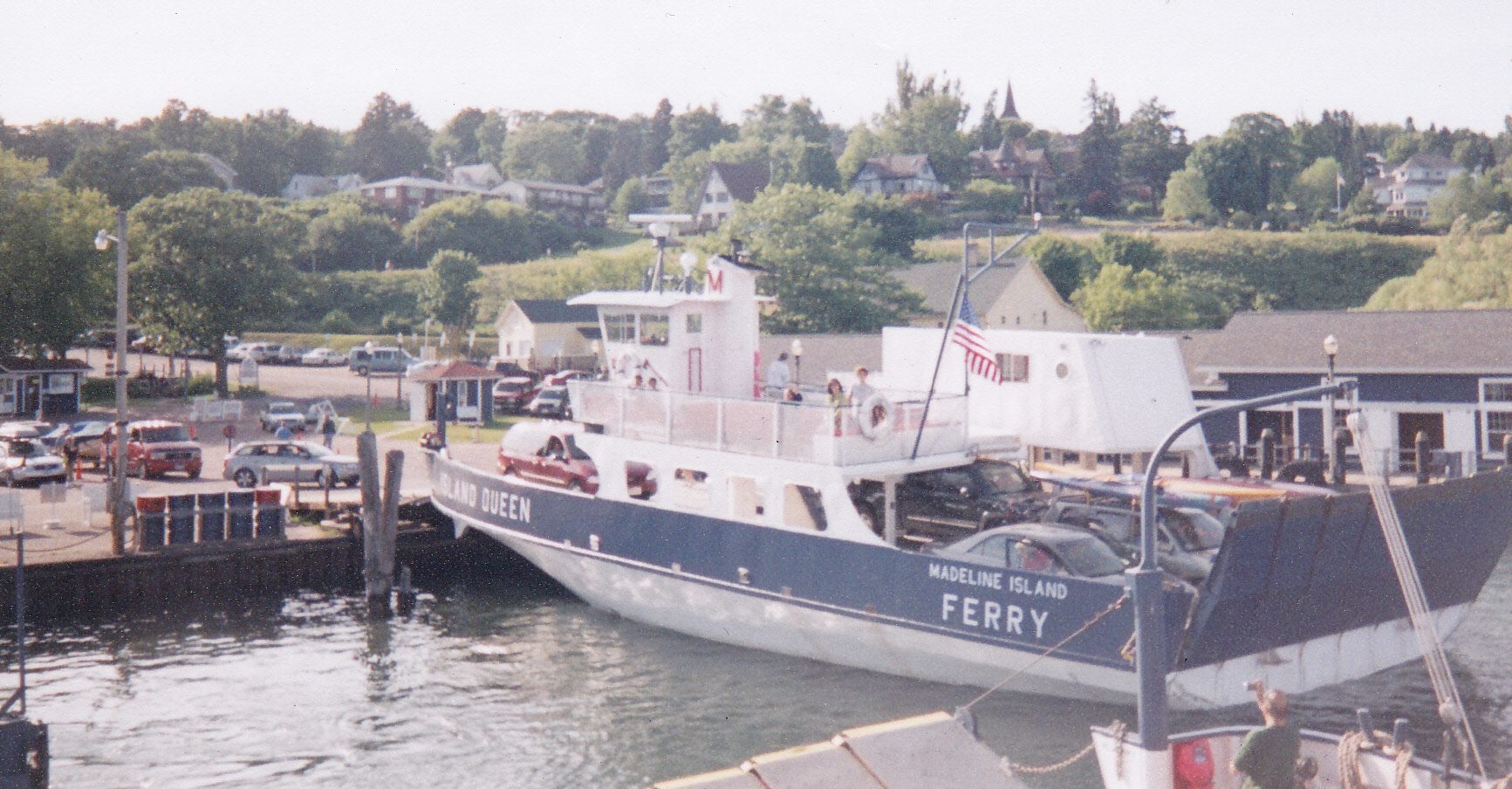
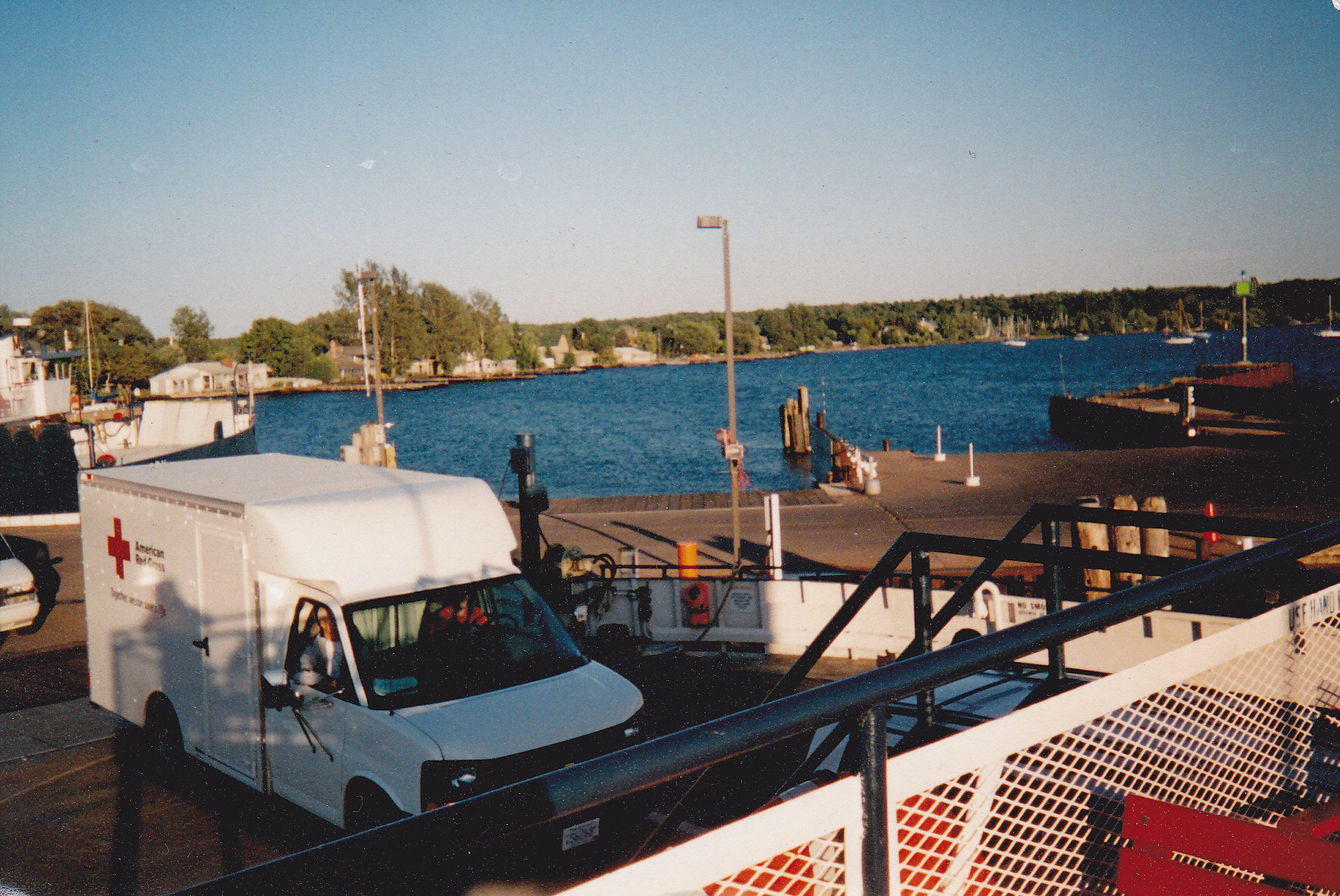
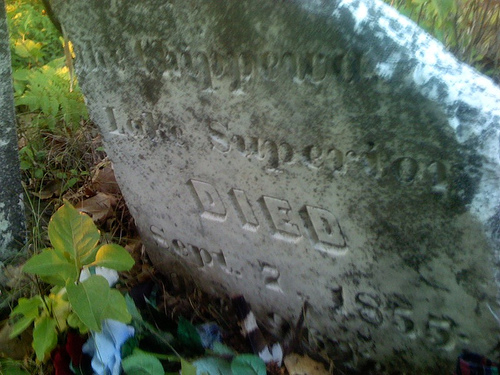
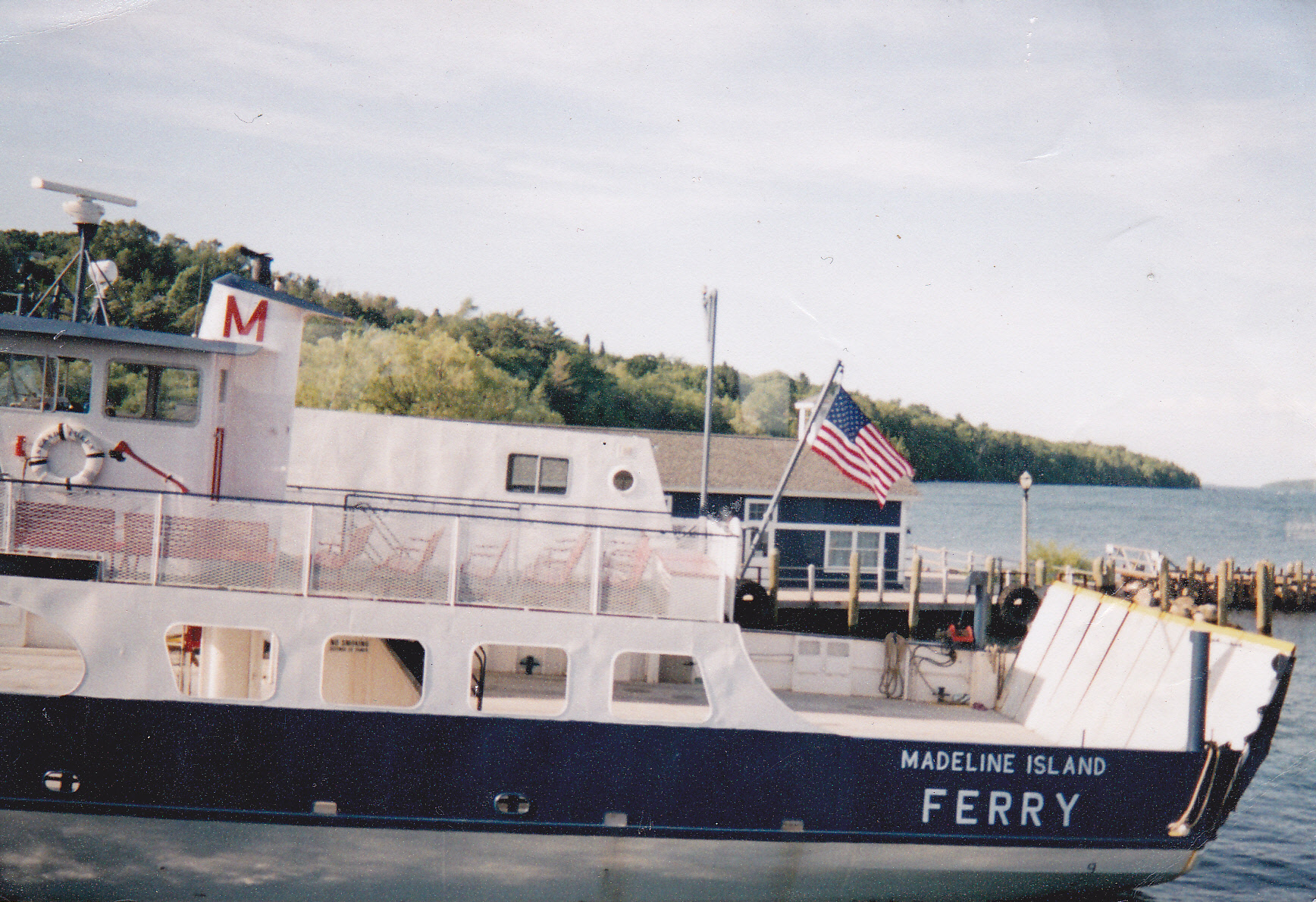

## وصلات خارجية
- الموقع الرسمي
- The US50 - Cities and Towns in Wisconsin State
- Wisconsin Cities and Towns, Facts, Map, Flag, Colleges, Government, and More